# Marc Gerber
Marc Gerber, né le 19 novembre 1893 à Écuisses (Saône-et-Loire) et mort le 28 août 1974 à Roquefort-les-Pins (Alpes-Maritimes), est un homme politique français.

## Biographie
Diplômé de l'école des Ponts et Chaussées, Marc Gerber crée une entreprise d'engrais et d'aliments pour bétails, dans l'Aisne. Il n'a longtemps de responsabilités politiques que très locales, comme conseiller municipal de Laversine, fonction à laquelle il a été élu en 1926.
Ancien combattant de la première guerre mondiale, il est mobilisé en 1939, et fait prisonnier en 1940. Il parvient cependant à s'évader début 1941, et rejoint les FFL. Il termine la guerre avec le grade de colonel et la croix de guerre.
En 1945, il est élu, avec l'étiquette MRP, au conseil municipal de Paris. Puis figure en octobre de cette même année en troisième position sur la liste présentée par ce parti dans la première circonscription de la Seine pour l'élection de la première assemblée constituante.
Elu député, il s'investit dans le travail de la commission de la défense nationale mais, en juin 1946, la perte d'un siège par le MRP conduit à ce que son mandat ne soit pas renouvelé.
En décembre 1946, il se présente à l'élection du Conseil de la République, et est le dernier élu de la liste MRP dans la Seine.
Il est nommé vice-président du Conseil de la République le 8 mai 1947 et le 14 janvier 1948,, il décide cependant de ne pas se représenter en novembre 1948 et quitte la vie politique.

## Détail des fonctions et des mandats
Mandats parlementaires
- 21 octobre 1945 - 10 juin 1946 : Député de la Seine
- 8 décembre 1946 - 7 novembre 1948 : Sénateur de la Seine